# Time’s Up
| Оценки критиков               | Оценки критиков |
| Источник                      | Оценка          |
| ----------------------------- | --------------- |
| AllMusic                      | [ 3 ]           |
| Chicago Sun-Times             | [ 4 ]           |
| Chicago Tribune               | [ 5 ]           |
| Encyclopedia of Popular Music | [ 6 ]           |
| Entertainment Weekly          | A               |
| Los Angeles Times             | [ 7 ]           |
| Rolling Stone                 | [ 8 ]           |
| The Rolling Stone Album Guide | [ 9 ]           |
| Select                        | 4/5             |
| The Village Voice             | A−              |

Time’s Up — второй студийный альбом американской рок-группы Living Colour, был выпущен в 1990 году на лейбле Epic Records. Как и его предшественник, альбом предлагает разнообразие музыкальных жанров: хэви-метал, фанк-метал, хард-рок, неопсиходелия, в записи пластинки приняли участие: Куин Латифа, Литтл Ричард, Даг Фрэш, Масео Паркер и Джеймс Эрл Джонс. Альбом повторил успех предыдущий работы группы: он получил «золотой» сертификат в США, и добрался до 13-го места в чарте Billboard 200. В 1991 году этот диск стал лауреатом премии «Грэмми» в номинации «Лучшее исполнение в стиле хард-рок». Time’s Up стал последним альбомом группы с одним из её основателей — бас-гитаристом Маззом Скиллингзом (хотя он принял участие в записи мини-альбома Biscuits). В конце февраля 2014 года, альбом был переиздан в Европе.

## Список композиций
Слова и музыка всех песен — Вернон Рейд, за исключением отмеченных.
| №   | Название                    | Автор(ы)                                       | Длительность |
| --- | --------------------------- | ---------------------------------------------- | ------------ |
| 1.  | «Time's Up»                 | Рейд, Мазз Скиллингз, Кори Гловер, Уилл Кэлхун | 3:05         |
| 2.  | «History Lesson»            |                                                | 0:52         |
| 3.  | «Pride»                     | Кэлхун                                         | 4:55         |
| 4.  | «Love Rears It's Ugly Head» |                                                | 4:19         |
| 5.  | «New Jack Theme»            |                                                | 3:30         |
| 6.  | «Someone Like You»          | Скиллингз                                      | 3:47         |
| 7.  | «Elvis Is Dead»             |                                                | 3:50         |
| 8.  | «Type»                      |                                                | 6:26         |
| 9.  | «Information Overload»      |                                                | 6:11         |
| 10. | «Under Cover of Darkness»   | Гловер                                         | 4:17         |
| 11. | «Ology»                     | Скиллингз                                      | 1:07         |
| 12. | «Fight the Fight»           | Кэлхун, Гловер, Рейд, Скиллингз                | 4:32         |
| 13. | «Tag Team Partners»         | Гловер                                         | 0:48         |
| 14. | «Solace of You»             | Гловер, Рейд                                   | 3:38         |
| 15. | «This Is the Life»          |                                                | 6:23         |

| №   | Название                                           | Длительность |
| --- | -------------------------------------------------- | ------------ |
| 16. | «Final Solution (Live in Chicago 1990)»            | 5:44         |
| 17. | «Middle Man (Live in Chicago 1990)» (Гловер, Рейд) | 3:40         |
| 18. | «Love Rears Its Ugly Head» (aka Soul Power Mix)    | 4:05         |

| №   | Название                   | Длительность |
| --- | -------------------------- | ------------ |
| 1.  | «Time's Up»                |              |
| 2.  | «Pride»                    |              |
| 3.  | «Love Rears Its Ugly Head» |              |
| 4.  | «New Jack Theme»           |              |
| 5.  | «Someone Like You»         |              |
| 6.  | «Elvis Is Dead»            |              |
| 7.  | «Type»                     |              |
| 8.  | «Information Overload»     |              |
| 9.  | «Under Cover of Darkness»  |              |
| 10. | «Fight the Fight»          |              |
| 11. | «Solace of You»            |              |
| 12. | «This Is the Life»         |              |

## Участники записи

### Living Colour
- Кори Гловер — вокал
- Вернон Рейд — гитара
- Мазз Скиллингз — бас-гитара
- Уилл Кэлхун — ударные

## Хит-парады
| Чарт            | Высшая позиция |        |
| --------------- | -------------- | ------ |
| Billboard 200   | 13             | [ 12 ] |
| UK Albums Chart | 20             | [ 13 ] |

Синглы — Billboard (Северная Америка)
| Год  | Сингл                      | Чарт                               | Высшая позиция |
| ---- | -------------------------- | ---------------------------------- | -------------- |
| 1990 | «Type»                     | Modern Rock Tracks                 | 3              |
| 1990 | «Type»                     | Mainstream Rock Tracks             | 5              |
| 1990 | «Elvis Is Dead»            | Modern Rock Tracks                 | 25             |
| 1991 | «Elvis Is Dead»            | Hot Dance Music/Club Play          | 18             |
| 1991 | «Elvis Is Dead»            | Hot Dance Music/Maxi-Singles Sales | 10             |
| 1991 | «Love Rears Its Ugly Head» | Modern Rock Tracks                 | 8              |
| 1991 | «Love Rears Its Ugly Head» | Mainstream Rock Tracks             | 28             |